# 1 Reyes 7
1 Reyes 7 es el séptimo capítulo de los Libros de los Reyes de la Biblia hebrea o Primer Libro de los Reyes del Antiguo Testamento de la Biblia cristiana El libro es una compilación de varios anales que registran los actos de los reyes de Israel y Judá por un compilador deuteronómico en el siglo VII a. C., con un suplemento añadido en el siglo VI a. C.. Este capítulo pertenece a la sección centrada en el reinado de Salomón sobre el reino unificado de Judá e Israel (1 Reyes 1 a 11). Este capítulo se centra en el reinado de Salomón, el rey de Israel.

## Texto
Este capítulo fue escrito originalmente en lengua hebrea y desde el siglo XVI se divide en 51 Versículos.

## La decoración interior del Templo (7:13-51)

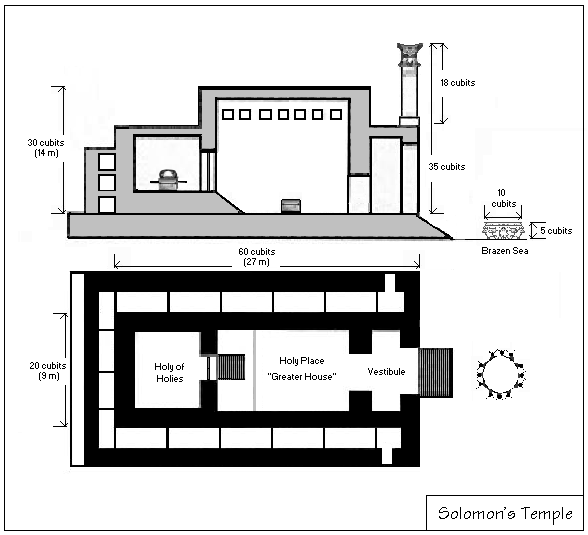
Diseño del Templo de Salomón con medidas

### Versículos 13-14

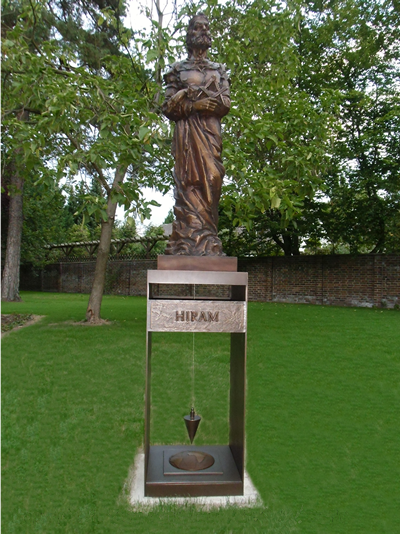
Estatua de bronce de Hiram por Nickolaus-Otto Kruch, Berlín, Alemania (2013)

### Versículo 21

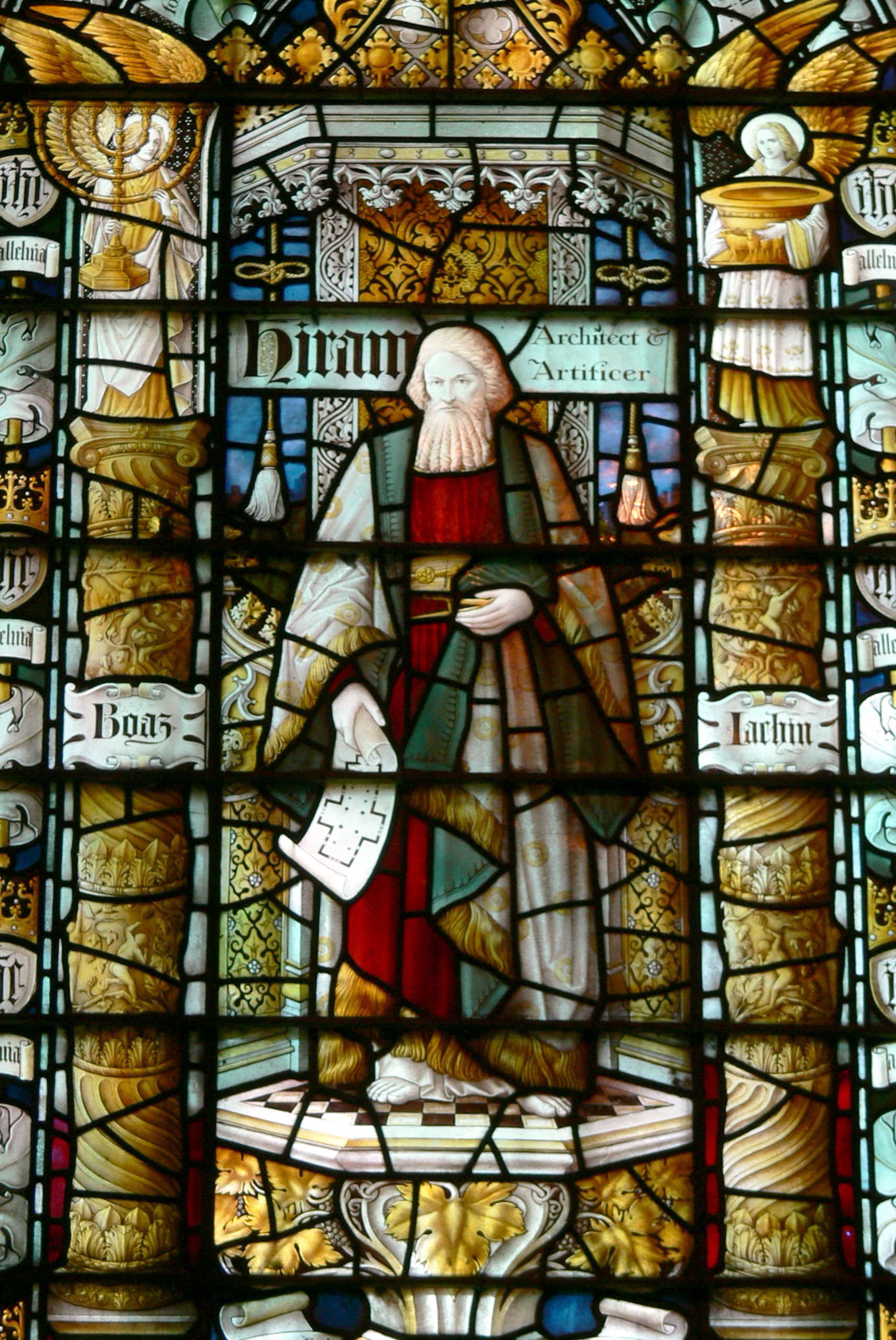
Vidriera (1900) de la iglesia de San Juan, Chester (Inglaterra), que muestra a Hiram, el arquitecto del templo de Jerusalén, entre las columnas llamadas «Boaz» y «Jachin»

### Versículo 23

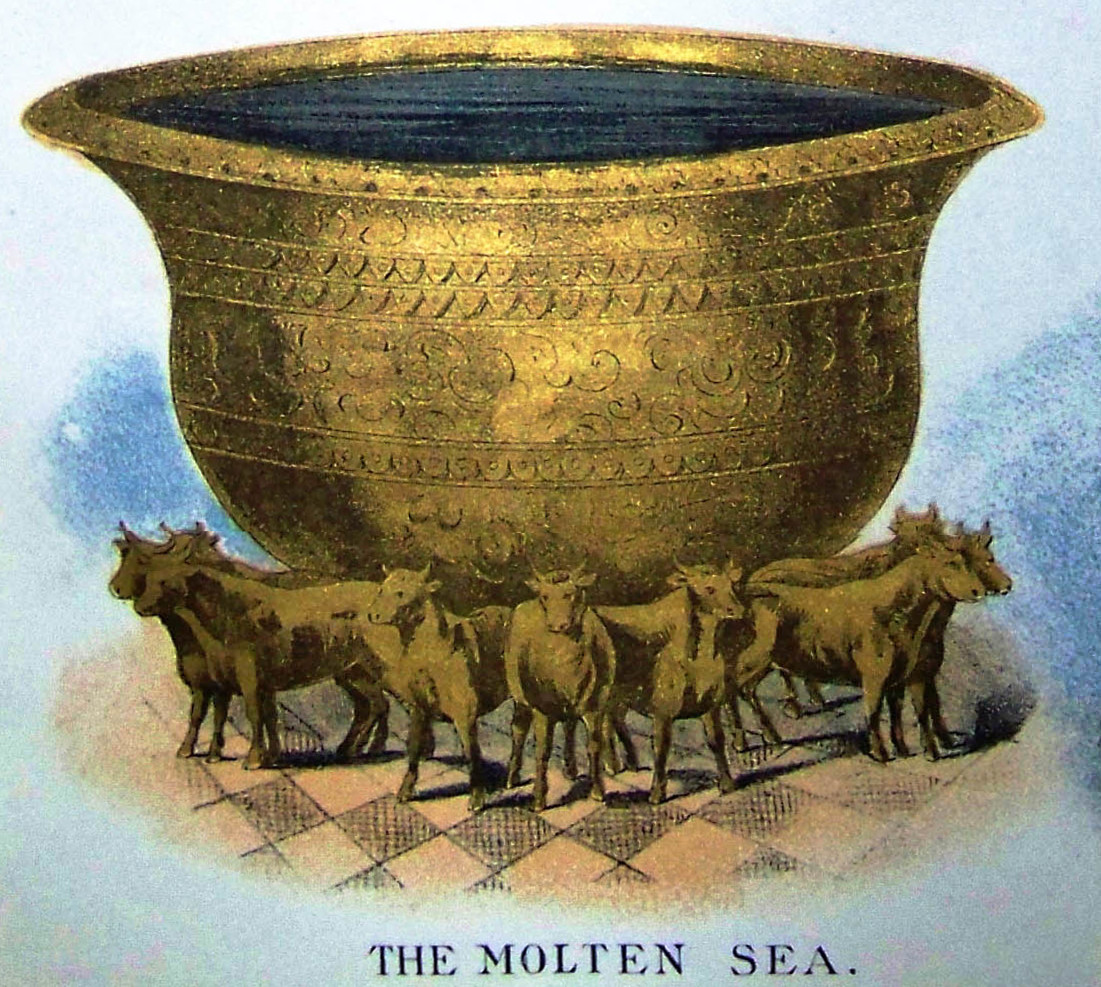
Ilustración del Mar Fundido en la Biblia Holman, 1890

### Testigos textuales
Algunos de los primeros manuscritos que contienen el texto de este capítulo en hebreo pertenecen a la tradición del Texto Masorético, que incluye el Códice de El Cairo (895), el Códice de Alepo (siglo X) y el Códice Leningradensis (1008). Fragmentos que contienen partes de este capítulo en hebreo se encontraron entre los Rollos del Mar Muerto, es decir, 4Q54 (4QReyes; 50-25 a. C.) con los versículos 20-21, 25-27, 29-42, 51..
También existe una traducción al griego koiné conocida como Septuaginta, realizada en los últimos siglos a. C.. Los manuscritos antiguos existentes de la versión Septuaginta incluyen el Codex Vaticanus (B; {\displaystyle {\mathfrak {G}}}B; siglo IV) y el Codex Alexandrinus (A; {\displaystyle {\mathfrak {G}}}A; siglo V).